# Gyarmati Ernő
Gyarmati Ernő (Budapest, 1915. július 15. – New York, 1989. március 17.) magyar állatorvos, orvos, egyetemi tanár, az állatorvos-tudományok kandidátusa.

## Élete
1934-ben érettségizett a II. Kerületi Katolikus Reálgimnáziumban, majd 1938-ban a budapesti József Nádor Műszaki és Gazdaságtudományi Egyetemen (JNMGE) állatorvosi diplomát, 1939-ben pedig állatorvos-doktori oklevelet szerzett. 1938 és 1939 között a JNMGE Mezőgazdasági és Állatorvosi Kar Belorvostani Klinikájának gyakornoka, majd 1940-től 1942-ig egyetemi tanársegéde volt. 1941-ben állatorvosi tiszti vizsgát tett és a kisállatok kórházának vezetője lett. 1942 és 1945 között a JNMGE, majd 1945-től 1948-ig a Magyar Agrártudományi Egyetem Állatorvos-tudományi Kara, illetve az Állatorvosi Főiskola Belgyógyászati Klinikájának egyetemi adjunktusa volt.
1948-ban a klinikai laboratóriumi vizsgálat tárgykörben magántanári képesítést szerzett, és egyetemi docens, valamint a Belklinikához visszacsatolt ambulatórium és poliklinika vezetője lett. 1951 és 1952 között az Élettani Intézet vezetője, majd 1952 és 1954 között a Beldiagnosztikai Tanszék tanszékvezető egyetemi docense, 1954-től 1957-ig pedig tanszékvezető egyetemi tanára volt. 1952-ben a BOTE-n általános orvosi diplomát szerzett, és addigi tevékenységéért az állatorvos-tudományok kandidátusa lett. 1952 és 1956 között a Magyar Állatorvosok Lapja főszerkesztője volt. 1955-től 1956-ig az Állatorvosi Főiskola igazgatóhelyetteseként dolgozott.
Az 1956-os forradalom után lemondott főiskolai tisztségeiről, és az Amerikai Egyesült Államokban telepedett le. Távozása után Magyarországon megfosztották egyetemi tanári címétől. Az USA-ban belgyógyász és neurológus szakorvosi vizsgát tett, és 1987-ig a New York-i Állami Kórház osztályvezető főorvosaként dolgozott.
Állatorvosi belgyógyászati diagnosztikával, elsősorban háziállatok és hobbiállatok betegségeivel, a szopornyicás állatok agy- és gerincvelő-gyulladása elektrokardiográfiás vizsgálatával, a macskák veleszületett kisagyvelő-hipopláziájával és a kutyák leukózisával, valamint EKG- és likvordiagnosztikai kutatásokkal foglalkozott. Nevéhez fűződik  a humán medicina diagnosztikai eljárásainak első alkalmazása a magyarországi állatorvosi klinikai gyakorlatban, az agy-gerincvelői folyadék vétele egy új módszerének (suboccipitalis és lumbalis punctio) leírása, illetve az indigókárminos veseműködés-próba bevezetése kutyákon. Az USA-ban humán neuropszichofarmakológiai kutatásokat folytatott.
1989-ben hunyt el New York-ban, ott is nyugszik.

## Főbb művei
- Klinikai elektrokardiográfos vizsgálatok kutyákon (Budapest, 1939)
- Állatorvosi belgyógyászati diagnosztika (Budapest, 1954)